# Cremosperma pusillum
Cremosperma pusillum är en tvåhjärtbladig växtart som beskrevs av Conrad Vernon Morton. Cremosperma pusillum ingår i släktet Cremosperma och familjen Gesneriaceae. Inga underarter finns listade i Catalogue of Life.